# Вільянуева-де-лас-Мансанас
Вільянуева-де-лас-Мансанас (ісп. Villanueva de las Manzanas) — муніципалітет в Іспанії, у складі автономної спільноти Кастилія-і-Леон, у провінції Леон. Населення — 545 осіб (2010).
Муніципалітет розташований на відстані близько 270 км на північний захід від Мадрида, 16 км на південний схід від Леона.
На території муніципалітету розташовані такі населені пункти: (дані про населення за 2010 рік)
- Паланкінос: 237 осіб
- Р'єго-дель-Монте: 21 особа
- Вільяселама: 165 осіб
- Вільянуева-де-лас-Мансанас: 122 особи

## Демографія
Динаміка населення (INE ):